# 山姆·亨亭頓
山姆·亨亭頓（英語：Sam Huntington，1982年4月1日—）是一位美國男演員 。他最著名的作品是電視劇《我慾為人》，山姆在其中飾演Josh Levison。

## 外部連結
- 山姆·亨亭頓在互联网电影资料库（IMDb）上的資料（英文）
- 官方网站
- 山姆·亨亭頓的X（前Twitter）